# Family Broadcasting Corporation
Family Broadcasting Corporation (FBC) es una corporación de canales de televisión evangélicos, anteriormente llamada LeSEA. LeSEA es un acrónimo que significa: Lester Sumrall Evangelical Association (en español: Asociación Evangélica Lester Sumrall). 
Family Broadcasting Corporation, también conocida como World Harvest Television, es una cadena de televisión cristiana estadounidense con más de 40 emisoras afiliadas en varias ciudades de los Estados Unidos, llegando también hasta otros países mediante conexión vía satélite. La sede central de Family Broadcasting Corporation (en español: Corporación de Radiodifusión Familiar) está ubicada en South Bend, Indiana y emite programación religiosa. Los dos programas más importantes de la cadena son el programa de entrevistas The Harvest Show y el musical Live from Studio B. 
Pete Sumrall, es el hijo del fundador de la cadena, el difunto Dr. Lester Sumrall, es el presidente de la corporación. Las estaciones de televisión ofrecen, además de programas religiosos, algunos programas de jardinería y decoración, series y películas clásicas, y programas infantiles. FBC también opera tres estaciones de radio de onda corta: una en Maine, otra en Carolina del Sur y otra en Hawái.